# Bodega Bay
Pour les articles homonymes, voir Bodega (homonymie).
Pour la localité du même comté, voir Bodega (Californie).
Bodega Bay est une petite ville américaine de Californie.

Bodega Bay

## Géographie
Elle se situe dans le comté de Sonoma à 65 km au nord-ouest de San Francisco et à environ 30 km à l’ouest de Santa Rosa.
La ville de Bodega Bay est située au nord de la baie éponyme sur la rive est de Bodega Harbor, sorte de bras de mer protégé de l'océan Pacifique par une langue sablonneuse et par Bodega Head au sud. Bodega Head se situe à l'ouest de la faille de San Andreas et les roches qui la composent sont géologiquement différentes de celles du continent.

## Histoire

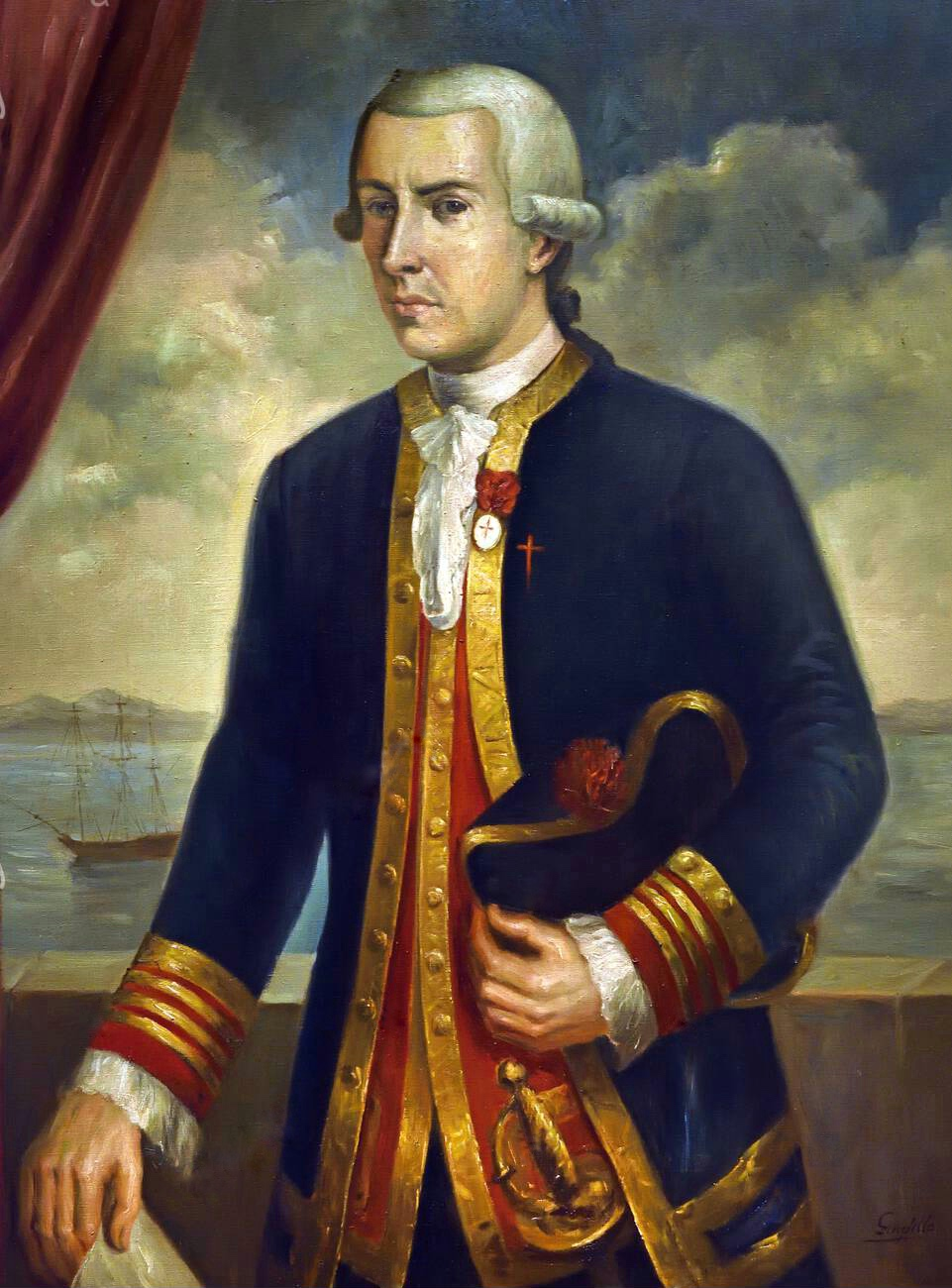
Juan Francisco de la Bodega y Quadra

Bodega Bay fut découverte en 1775  par l’explorateur espagnol Juan Francisco de la Bodega y Quadra (1743-1794) d’où elle tire son nom. Le commerce de la fourrure y était important au début du XIXe siècle.
Dans les années 1960, il fut prévu d'y construire une centrale nucléaire mais le projet fut abandonné compte tenu du risque de tremblement de terre : la faille de San Andreas court en effet parallèlement à peu de distance de la côte. Un grand étang d'eau douce, que les opposants à la construction continuent d’appeler le trou dans la tête, sert maintenant de refuge pour les oiseaux.
Bodega Bay, lieu du récit, et plus exactement Bodega Harbor, a été le lieu de tournage du film Les Oiseaux d’Alfred Hitchcock en 1963, et du film Fog de John Carpenter en 1979.
On en parle également dans le livre L'Appel de l'ange, de Guillaume Musso.

## Démographie
| 2000  | 2010  | - | - | - | - |
| ----- | ----- | - | - | - | - |
| 1 423 | 1 077 | - | - | - | - |